# オガタ武道具工業
オガタ武道具工業株式会社（オガタぶどうぐこうぎょう）は、かつて熊本県熊本市東区戸島町に本社を置いていた剣道具製造企業である。

## 会社概要
「武蔵号」のブランドで有名だった剣道用防具製造元。個人商店クラスの武道具製造企業による剣道用防具が多い中で、一般向け防具では最大手に位置していた。国内での武道具専門店では同社の製品を取り扱う店舗も多かった。
創業から剣道・なぎなた・銃剣道等の防具ならびに剣道衣・袴・竹刀等の、主に剣道に関連する製品を製造販売していた。他の武道具製造企業が柔道や空手などの打撃主体の武道に関連する用品も製造しているのに対し、同社は一貫して剣道やなぎなた等の防具を着装しておこなう武道に重点を置いていた。
同社の剣道用防具である「武蔵号」は海外での評価が高かったことから同社製品の輸出も多く、世界各国に輸出先ならびに代理店を持っていた。また他のメーカーに先駆けて、早くから海外（中国・韓国・台湾等が中心となっていた）で防具を製造をしていた。
しかし、価格競争の激化などを理由に2011年8月10日付で事業を停止し、熊本地方裁判所への自己破産を申請。同年11月24日に熊本地方裁判所から破産手続開始決定を受けた。

## 本社・支店・事業所
- 支店：新潟県新潟市山木戸7-4-37
- 直営店舗：オガタ武道具工芸店（東京都足立区花畑3丁目4-3）

## 参考資料
- 熊本朝日放送「駅前TVサタブラ」での紹介（2009年5月16日放送分）